# Palais du Gouverneur militaire de Strasbourg
Pour les articles homonymes, voir Palais du Gouverneur.
Le palais du Gouverneur militaire de Strasbourg — aussi appelé hôtel du Gouverneur — est un bâtiment construit en 1754 à Strasbourg, classé en partie en 1931.

## Historique
L'hôtel du Gouverneur est le dernier des grands hôtels princiers construits à Strasbourg au XVIIIe siècle dans le style Régence. Il a son entrée rue Brûlée et son jardin à la française donne sur la place Broglie. Ses promoteurs sont les deux frères Gayot dont l'aîné, François-Marie, occupe la charge de « préteur royal » c'est-à-dire représentant du roi à Strasbourg. L'hôtel est construit en 1754-1755 par le maître-maçon Georges Muller, sur les plans de l'architecte Joseph Massol.
L'hôtel est dédié à Minerve, déesse de la sagesse.
En 1770, François-Marie Gayot, nommé intendant général des armées du roi, quitte Strasbourg et rejoint la cour à Versailles. Il vend son hôtel au duc Christian IV de Deux-Ponts, qui l'achète et le lègue en 1780 à son neveu Maximilien-Joseph.
Le prince Maximilien-Joseph de Deux-Ponts, comte palatin, est colonel-propriétaire du régiment d'Alsace, au service de la France. En 1780, il a l'entière propriété de l'hôtel de la rue Brûlée, qu'il fait magnifiquement décorer. Le caractère aimable et jovial du « Prince Max » ainsi que sa connaissance approfondie du dialecte alsacien lui valent une grande popularité parmi les habitants et les soldats. Il quitte la France au début de la Révolution en emportant avec lui son mobilier et ses œuvres d'art.
Après l'émigration de la famille de Deux-Ponts, le séquestre est mis sur l'hôtel en 1792.
En 1793, le général de Beauharnais, nommé commandant en chef de l'armée du Rhin, y séjourne.
Puis l'hôtel connaît des utilisations plus ou moins heureuses : en 1794, il reçoit le nom officiel de « Maison de l'Égalité » et abrite un estaminet. Sous le Directoire (1795-1799), un cirque, un théâtre d'automates et des baraques foraines auraient été dressés dans la cour.
Ce n'est qu'en 1823 que l'hôtel est cédé par la ville au département de la guerre. D'abord occupé par l'état-major de la 5e division militaire, l'hôtel devient la résidence du gouverneur militaire de Strasbourg à partir de 1811 et ne cesse de l'être ensuite jusqu'à nos jours, excepté durant la période d'annexion allemande.
À chaque libération de la ville, le gouvernement français nomme un gouverneur militaire lié à un commandement opérationnel. Hautement symbolique en Alsace, le gouverneur militaire représente les armées dans la vie publique de Strasbourg. Actuellement, le palais du Gouverneur appartient toujours au ministère des Armées. Le gouverneur militaire outre ses nombreuses fonctions a toujours été le symbole de la protection et de la défense de la ville de Strasbourg.
Classé en partie monument historique depuis 1921, l'hôtel du Gouverneur représente un lieu de prestige bien utile à l'armée au sein de la capitale européenne que constitue Strasbourg. Il est situé au 13, rue Brûlée, idéalement placé dans le centre-ville entre la préfecture et l'hôtel de ville et fait face, côté place Broglie, au cercle-mess de la garnison de Strasbourg. Ce n'est pas un hasard si le monument au maréchal Leclerc où est inscrit le serment de Koufra se dresse place Broglie à proximité du palais du Gouverneur militaire de Strasbourg.
De 1969 à 1990, le gouverneur militaire de Strasbourg est également commandant de la 1re armée. À partir de 1991, il est commandant de la division du Rhin qui devient la brigade d'Alsace en 1993. De 1999 à 2010, il est commandant de la brigade du génie. Depuis 2010, il est commandant de la 2e brigade blindée.

## Gouverneurs militaire de Strasbourg

### Gouverneurs de Strasbourg
- 1681-1715 : maréchal Marquis de Chamilly
- 1715-1730 : maréchal Marquis d’Huxelles
- 1730-1734 : maréchal Duc de Berwick
- 1734-1743 : maréchal Marquis d’Asfeld
- 1743-1745 : maréchal Duc de Broglie
- 1746-1770 : maréchal Marquis de Balincourt
- 1770-1789 : maréchal de Choiseul Comte de Stainville

### Lieutenant de roi faisant fonction de gouverneur
- 1789 à 1791 : maréchal de camp Baron de Klinglin

### Généraux commandant la5edivisionmilitaire
- 1791-1792 : lieutenant-général de Gelb
- 1792-1793 : lieutenant-général de Prez de Crassier

### Général commandant de la ville etcitadelle de Strasbourg
- 1793-1794 : général Dieche

### Généraux commandant la5edivisionmilitaire
- 1794-1795 : général Lajolais
- 1795 : général de Prez de Crassier
- 1795-1796 : général Lajolais
- 1796-1797 : général Moulin
- 1798 : général Delaborde
- 1798 : général Bruneteau de Sainte Suzanne
- 1798-1799 : général de Châteauneuf-Randon
- 1799 : général Laroche
- 1799-1801 : général Freytag
- 1801-1805 : général Leval
- 1805-1806 : général Baville
- 1806 : général Malye
- 1806 : général Jean Rapp
- 1806-1813 : général Desbureaux

### Général commandant supérieur de la ville de Strasbourg
- 1813-1814 : général Broussier

### Gouverneurs de la5edivisionmilitaire
- 1814 : maréchal Kellermann, duc de Valmy
- 1814-1815 : maréchal Suchet

### Général commandant supérieur de la5edivisionmilitaire
- 1815 : maréchal Suchet

### Gouverneurs de la5edivisionmilitaire
- 1815 : maréchal Suchet
- 1816-1818 : maréchal de Gouvion-Saint-Cyr
- 1817-1822 : général Souham
- 1823-1826 : général Liger-Belair

### Généraux commandant la5edivisionmilitaire
- 1826 à1830 : général de Castex
- 1830-1835 : général Brayer
- 1835-1837 : général Woirol
- 1837-1845 : général Buchet
- 1845-1848 : général d'André
- 1848 : général Gemeau

### Généraux commandant la4edivisionmilitaire
- 1848-1849 : général Le Pays de Bourjolly
- 1849 : général Bougenel
- 1849-1851 : général Magnan

### Généraux commandant la6edivisionmilitaire
- 1851-1853 : général Waldner de Freundstein
- 1853 : général de Rilliet
- 1853-1855 : général Reibell
- 1855-1856 : général de Grouchy
- 1856-1861 : général Reibell
- 1861-1865 : général d’Autemarre d’Erville
- 1865-1870 : général Ducrot
- 1870 : général Uhrich

### Général de division commandant la4earmée
- 1918 : général Gouraud

### Généraux de division gouverneurs militaires de Strasbourg
- 1919 : général Hirschauer
- 1919-1921 : général Humbert
- 1921-1923 : général d'Armau de Pouydraguin
- 1923-1927 : général Berthelot
- 1927-1929 : général Boichut
- 1929-1932 : général Brécard
- 1932-1935 : général Walch
- 1935-1939 : général Héring
- 1939 : général Frère
- 1944-1945 : général Schwartz
- 1945 : général Touzet du Vigier
- 1945-1947 : général Girot de Langlade
- 1947-1950 : général Gruss
- 1950-1954 : général Pique-aubrun
- 1954-1957 : général Robelin
- 1957-1959 : général d'Aleyrac Contaud de Coulange
- 1959-1962 : général Dewatre
- 1962-1965 : général Pelleterat de Borde
- 1965-1967 : général Alefsen de Boisredon
- 1967-1969 : général Frison
- 1969 : général Offel de Wllaucourt
- 1969-1972 : général Hublot
- 1972-1974 : général Valentin
- 1974-1977 : général Mathon
- 1977-1979 : général Biard

### Généraux gouverneurs militaires de Strasbourg
- 1979-1980 : général Vanbremeersch
- 1980-1983 : général de Barry
- 1983-1987 : général de Llamby
- 1987-1990 : général Fennebresque
- 1990-1990 : général Cot
- 1990-1991 : général Fietier
- 1991-1992 : général Christian de Germay
- 1992-1994 : général Therenty
- 1994-1996 : général Alefsen de Boisredon d'Assier
- 1996-1998 : général Keller
- 1998-1999 : général Kolb
- 1999-2001 : général Richard
- 2001-2003 : général Chinouilh
- 2003-2005 : général Dorange
- 2005-2007 : général Daehn
- 2007-2009 : général Dexter
- 2009-2010 : général Huguet
- 2010-2012 : général Martin Klotz
- 2012-2014 : général Éric Hautecloque-Raysz
- 2014-2016 : général Jean-François Lafont-Rapnouil[4]
- 2016-2018 : général Nicolas Casanova
- 2018-2020 : général Marc Ollier
- 2020-2022 : général Vincent Giraud[5]
- 2022-2024 : général Ludovic Pinon
- Depuis 2024 : général Régis Anthonioz

## Vues du palais

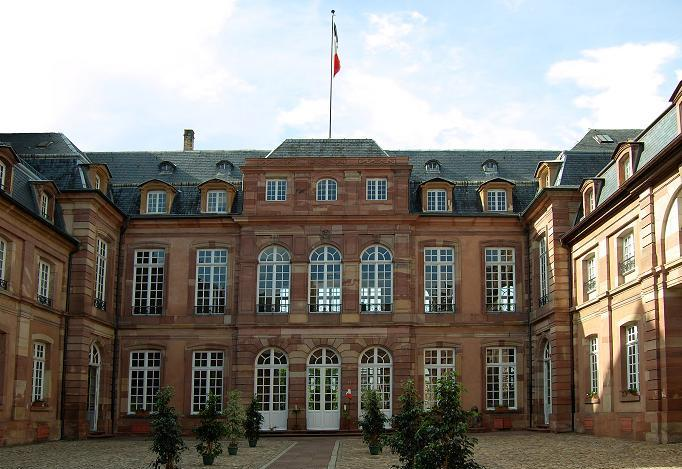
Façade du palais, côté cour d'honneur.
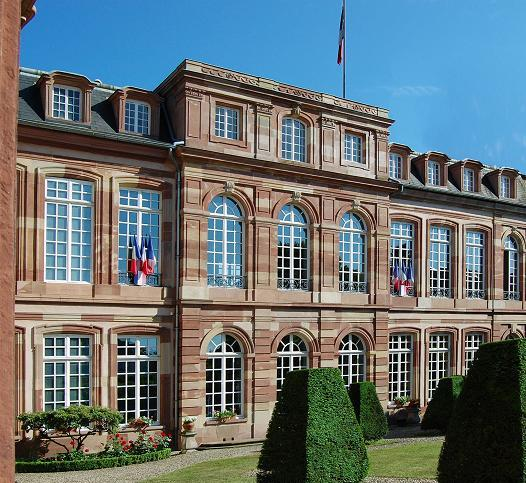
Façade du palais, côté place Broglie.

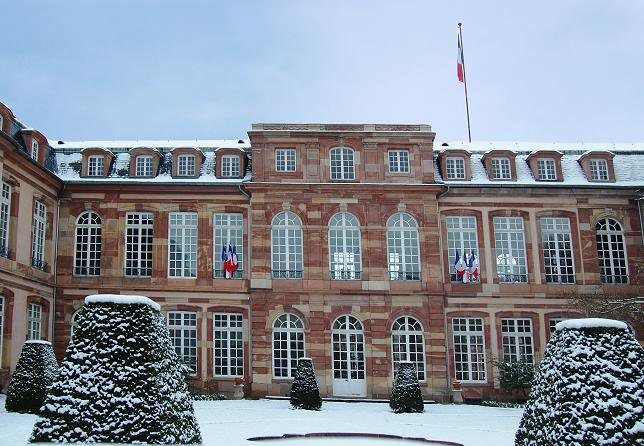
Façade du palais sous la neige, côté place Broglie.
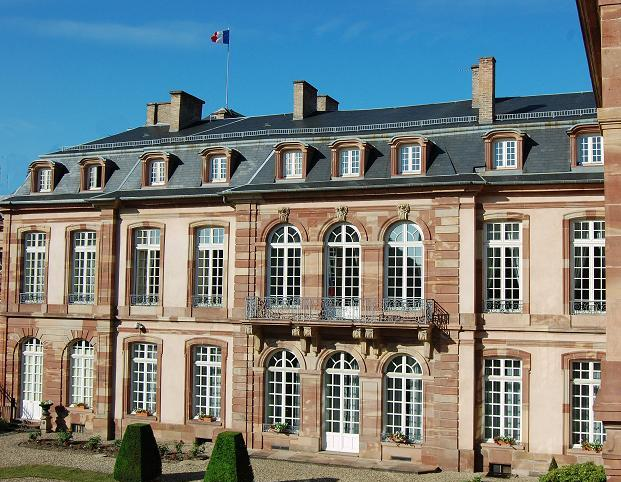
Façade de l'aile du palais, côté place Broglie.
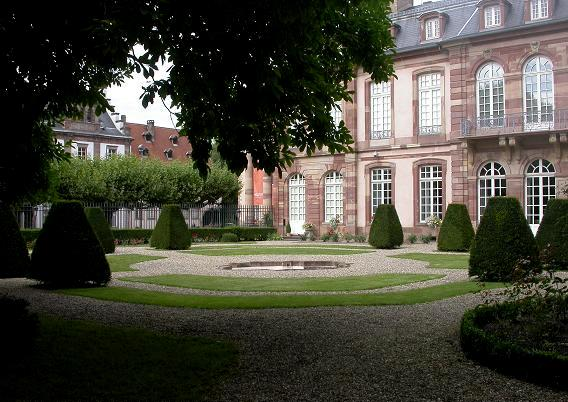
Jardin à la française du palais.

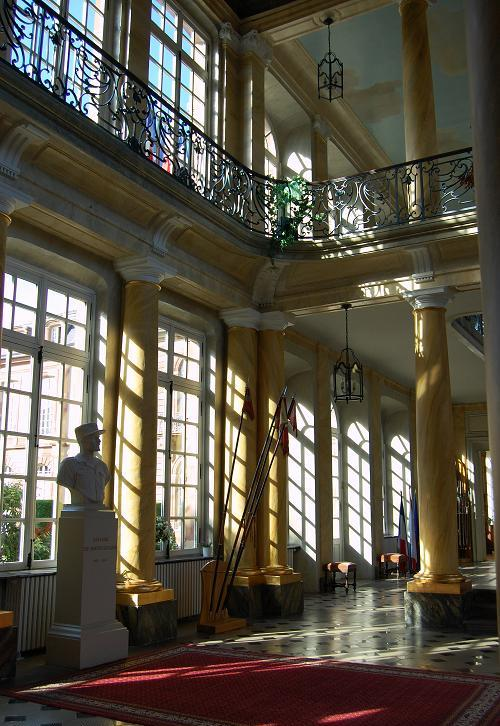
Péristyle.
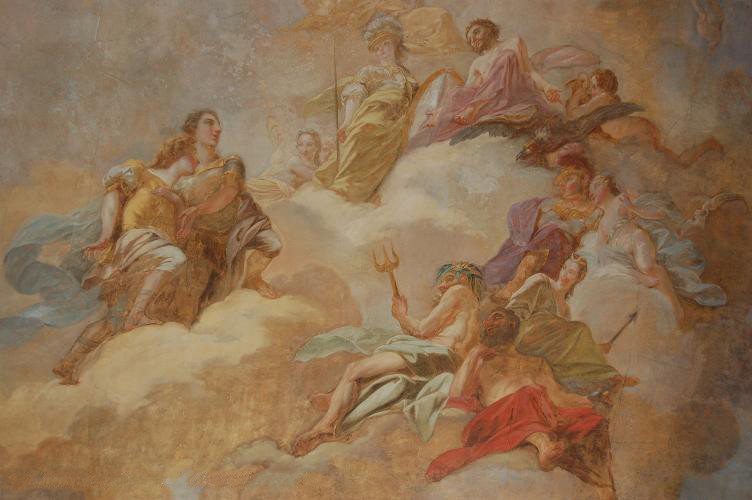
Fresque du péristyle.
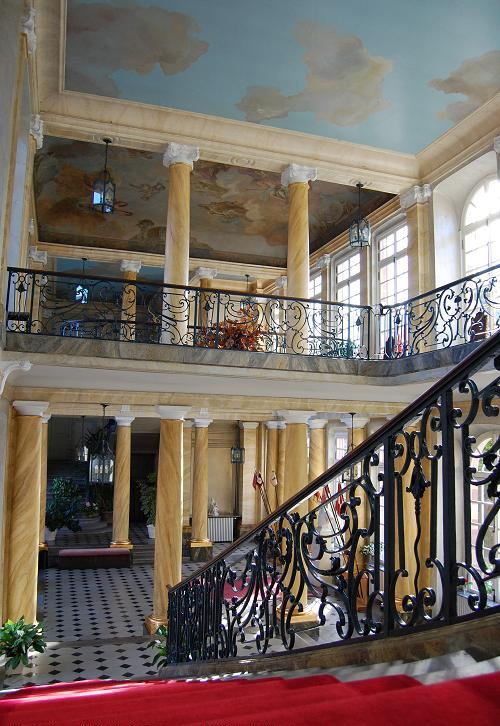
Péristyle, vu du 1er étage.